# Antipathidae
Antipathidae é uma família de coral negro da ordem Antipatharia, classe Anthozoa.

## Géneros
- Antipathes Pallas, 1766
- Aphanipathes Brook, 1889
- Bathypathes Brook, 1889
- Cirrhipathes Blainville, 1830
- Parantipathes Brook, 1889
- Stichopathes Brook, 1889
- Taxipathes Brook, 1889